# Українська доля
«Українська доля» — тижнева газета.
Виходить з 2002 року, станом на 1 жовтня 2012 видано майже 278 номерів, об'ємом 12 сторінок.
У травні 2011 року газета була перереєстрована. Засновником став Микола Гайдай, заступник генерального директора СТОВ «Дружба-Нова», депутат Варвинської районної ради, обирався від Народної партії (Литвина), помічник депутата Чернігівської обласної ради Сергія Гайдая (Партія Регіонів). Видавець — Віктор Криворучко, редактор — Наталка Сподаренко.
У квітні 2011 газета судилася із Народним депутатом України Іваном Куровським (БЮТ) за образу честі, гідності та ділової репутації.